# CD Ourense
CD Ourense was een Spaanse voetbalclub. Thuisstadion was het O Couto in Ourense in de gelijknamige provincie Ourense in Galicië. Het team speelde sinds 2008/09 in de Segunda División B.

## Historie
De historie van CD Ourense begint in 1952 als de club officieel wordt opgericht en al in haar eerste seizoen promoveert naar de Spaanse Tercera División om vervolgens nooit meer lager te spelen. De geschiedenis van CD Ourense in de Spaanse profcompetitie is derhalve lang en ook zeer respectabel. De club heeft in haar historie altijd gespeeld om de promotieplaatsen in de Tercera División en Segunda División B. Tijdens de aanwezigheid in de Segunda División A heeft de club echter nooit een rol van betekenis kunnen spelen. Na een aantal mindere jaren degradeerde Ourense na 9 jaar uit de Segunda División B in 2008. Na het seizoen 13/14 is de club ontbonden.
In totaal heeft de club 13 seizoenen gespeeld in de Segunda División A (voor het laatst in het seizoen 1998/99), 21 seizoenen in de Segunda División B en 20 seizoenen in de Tercera División (voor het laatst in het seizoen 1984/85).

## Gewonnen prijzen
- Tercera División: 1955/56, 1956/57, 1958/59, 1966/67, 1967/68, 1968/69, 1972/73
- Copa Federación de España: 2008

## Bekende spelers
- Juan Enrique Estebaranz
- Martín Pérez